# Milena Jesenská
Milena Jesenská (Prag, 10. kolovoza 1896. — Ravensbrück, 17. svibnja 1944.), češka književnica, novinarka i prevoditelj.

## Životopis
Završila je gimnaziju Minevra, prvu gimnaziju za djevojke. Na očev nagovor upisuje studije medicine, ali se ubrzo prebacila na književnost. U Pragu se upoznala s Franzom Kafkom, Maxom Brodom i Franzom Werfelom. Zaljubila se u Ernesta Polaka, deset godina starijeg književnog kritičara, kojeg je upoznala 1914. godine. Njen otac je negododovao i bio razočaran tom vezom. Kada je Milena postala punoljetna udala se za Ernesta Polaka.
Ubrzo su se preselili u Beč. S ocem već duže vremena nije govorila, a zbog nemarnosti svog muža svi troškovi vođenja domaćinstva su bili na njenim plećima. Kako bi izašla iz financijskih problema piše za novine i prevodi tekstove. Godine 1919. prevodi pripovijetku "Ložač" Franza Kafke s njemačkog na češki. Nakon njihovog susreta u listopadu 1919., Kafka počinje govoriti o njoj kao o ljubavi svoga života.
Iapk Milena nije bila spremna napustiti svoga muža. Na Kafkin zahtjev prepiska je prestala. Kada je Kafka umro 1924. godine, Milena je napisala Spomen. Godine 1925. postaje priznata spisateljica, razvodi se od Polaka i vraća se u Prag. U Pragu upoznaje arhitekta Jana "Honza" Krejcarová, za koga se udaje i ubrzo 1928. rađa kćerku Janu (Honzu). U listopadu 1934. se rastala od Krejcarová.
Za vrijeme eskalacije fašizma, otvoreno piše protiv njega te se jedno vrijeme pridružuje komunistima, ali ubrzo shvaća kako komunizam ima više ideologije nego slobode. Nakon što Nijemci zauzimaju Čehoslovačku nastavlja se boriti, pišući članke za ilegalne časopis. Gestapo ju je uhitio u studenom 1939. Deportirana je u logor Ravensbrück. Tamo i umire 17. svibnja 1944. godine.